# Baculentulus bisetuli
Baculentulus bisetuli är en urinsektsart som beskrevs av Yin 1985. Baculentulus bisetuli ingår i släktet Baculentulus och familjen lönntrevfotingar. Inga underarter finns listade.